# Albert Vos
Albert Vos (ur. 25 listopada 1886, zm. ?) – belgijski żeglarz, olimpijczyk.
W regatach rozegranych podczas Letnich Igrzysk Olimpijskich 1936 wystąpił w klasie Star zajmując 12 pozycję. Załogę jachtu Freddy tworzył z nim Victor Godts.